# Ciemna Wola
Ciemna Wola (deutsch Dietrichswalde) ist ein Ort in der polnischen Woiwodschaft Ermland-Masuren. Er gehört zur Gmina Bartoszyce (Landgemeinde Bartenstein) im Powiat Bartoszycki (Kreis Bartenstein (Ostpr.)).

## Geographische Lage
Ciemna Wola liegt in der nördlichen Mitte der Woiwodschaft Ermland-Masuren, 32 Kilometer südlich der früheren und heute auf russischem Hoheitsgebiet gelegenen Kreisstadt Friedland (russisch Prawdinsk) bzw. acht Kilometer südlich der heutigen Kreismetropole Bartoszyce (deutsch Bartenstein).

## Geschichte
Dietrichswalde war ein kleiner Gutsort, der 1818 zum ostpreußischen Kreis Friedland (1927 umbenannt in „Kreis Bartenstein“) eingegliedert wurde. Gutseigentümer war im 18. Jahrhundert Familie von der Groeben, von 1820 bis 1877 Familie Krafft, und von 1877 bis 1945 Familie Moldzio. Das Gutshaus wurde im 18. Jahrhundert mit Satteldach und einer weiß verputzten Fassade errichtet, im 19. Jahrhundert kam ein Wirtschaftsanbau  hinzu.
Als am 11. Juni 1874 der Amtsbezirk Quossen (polnisch Kosy) errichtet wurde, wurde der Gutsbezirk Dietrichswalde integriert. Im Jahre 1910 zählte das Dorf 161 Einwohner.
Am 30. September 1928 gab der Gutsbezirk Dietrichswalde seine Eigenständigkeit auf und schloss sich mit der Landgemeinde Minten (polnisch Minty) und dem Gutsbezirk Groß Schwaraunen (polnisch Szwaruny) zur neuen Landgemeinde Groß Schwaraunen zusammen, die dem Amtsbezirk Groß Schwaraunen zugehörte.
In Folge des Zweiten Weltkriegs wurde 1945 das gesamte südliche Ostpreußen an Polen überstellt. Dietrichswalde erhielt die polnische Namensform „Ciemna Wola“ und ist heute eine Ortschaft im Verbund der Landgemeinde Bartoszyce (Bartenstein) im Powiat Bartoszycki (Kreis Bartenstein (Ostpr.)), von 1975 bis 1998 der Woiwodschaft Olsztyn, seither der Woiwodschaft Ermland-Masuren zugehörig. Im Jahre 2021 zählte Ciemna Wola 68 Einwohner.

## Religion
Christentum
Bis 1945 war Dietrichswalde in die evangelische Kirche Gallingen in der Kirchenprovinz Ostpreußen der Kirche der Altpreußischen Union, außerdem in die römisch-katholische Kirche St. Bruno in Bartenstein im damaligen Bistum Ermland eingepfarrt.
Heute gehört Ciemna Wola katholischerseits zur Mariä-Himmelfahrt-Kirche in Galiny (Gallingen) im jetzigen Erzbistum Ermland, evangelischerseits zur Kirchengemeinde in Bartoszyce, einer Filialgemeinde der Johanneskirche in Kętrzyn (Rastenburg) in der Diözese Masuren der Evangelisch-Augsburgischen Kirche in Polen.

## Verkehr
Ciemna Wola liegt östlich der polnischen Landesstraße 57 (Teilstück der früheren deutschen Reichsstraße 128) und ist über eine Stichstraße zu erreichen, die zwischen Minty (Minten) und Galiny (Gallingen) abzweigt. Eine Anbindung an den Bahnverkehr besteht nicht.